# Madžarska akademija znanosti
Madžarska akademija znanosti (madžarsko Magyar Tudományos Akadémia, MTA) je madžarska akademska ustanova s sedežem v Budimpešti, katere poslanstvo je promocija znanosti na Madžarskem in zastopanje madžarske znanosti v tujini.
Poleg tega deluje kot znanstvenoraziskovalna ustanova, pod okriljem katere deluje več inštitutov; ima približno 5000 zaposlenih, med katerimi je 3000 raziskovalcev. Spada pod Ministrstvo za inovacije in tehnologijo. V sklopu akademije deluje najpomembnejša madžarska raziskovalna knjižnica, ki je bila ustanovljena leta 1836 in zdaj hrani več kot dva milijona enot gradiva.

## Zgodovina
Ustanova je nastala kot društvo učenjakov v času prebujanja madžarske narodne zavesti, leta 1825, na pobudo državnika Istvána Széchenyija. Po ustanovni listini je lahko imela največ 42 članov, od katerih je bilo lahko največ 18 iz Pešte in največ 24 izven mesta. Organizirana je bila v šestih sekcijah: zgodovina, pravo, jezikoslovje, matematika, filozofija in naravoslovje.
Po propadu teženj za osamosvojitev izpod Avstrijskega cesarstva leta 1849 so Habsburžani prepovedali delovanje akademije, usmrčenih ali izgnanih je bilo tudi več članov, ki so javno podpirali neodvisnost, tako da so bili novi člani sprejeti šele po umiritvi razmer leta 1858. Še večji zagon je delovanje dobilo s preoblikovanjem v dualno monarijo Avstro-Ogrsko leta 1867.

## Predsedniki
- József Teleki (17. november 1830 – 15. februar 1855)
- Emil Dessewffy (17. april 1855 – 10. januar 1866)
- József Eötvös (18. marec 1866 – 2. februar 1871)
- Menyhért Lónyay (17. maj 1871 – 3. november 1884)
- Ágoston Trefort (28. maj 1885 – 22. avgust 1888)
- Loránd Eötvös (3. maj 1889 – 5. oktober 1905)
- Albert Berzeviczy (27. november 1905 – 22. marec 1936)
- nadvojvoda Jožef Avgust (22. marec 1936 – oktober 1944)
- Gyula Kornis (7. marec 1945 – 29. oktober 1945)
- Gyula Moór (29. oktober 1945 – 24. julij 1946)
- Zoltán Kodály (24. julij 1946 – 29. november 1949)
- István Rusznyák (29. november 1949 – 5. februar 1970)
- Tibor Erdey-Grúz (5. februar 1970 – 16. avgust 1976)
- János Szentágothai (26. oktober 1976 – 10. maj 1985)
- Iván T. Berend (10. maj 1985 – 24. maj 1990)
- Domokos Kosáry (24. maj 1990 – 9. maj 1996)
- Ferenc Glatz (9. maj 1996 – 4. maj 2002)
- Szilveszter Vizi (5. maj 2002 – 6. maj 2008)
- József Pálinkás (6. maj 2008 – 5. maj 2014)
- László Lovász (6. maj 2014 – 31. julij 2020)
- Tamás Freund (1. avgust 2020 – sedanjost)